# Guachinche
 (novembre 2018).
Si vous disposez d'ouvrages ou d'articles de référence ou si vous connaissez des sites web de qualité traitant du thème abordé ici, merci de compléter l'article en donnant les références utiles à sa vérifiabilité et en les liant à la section « Notes et références ».

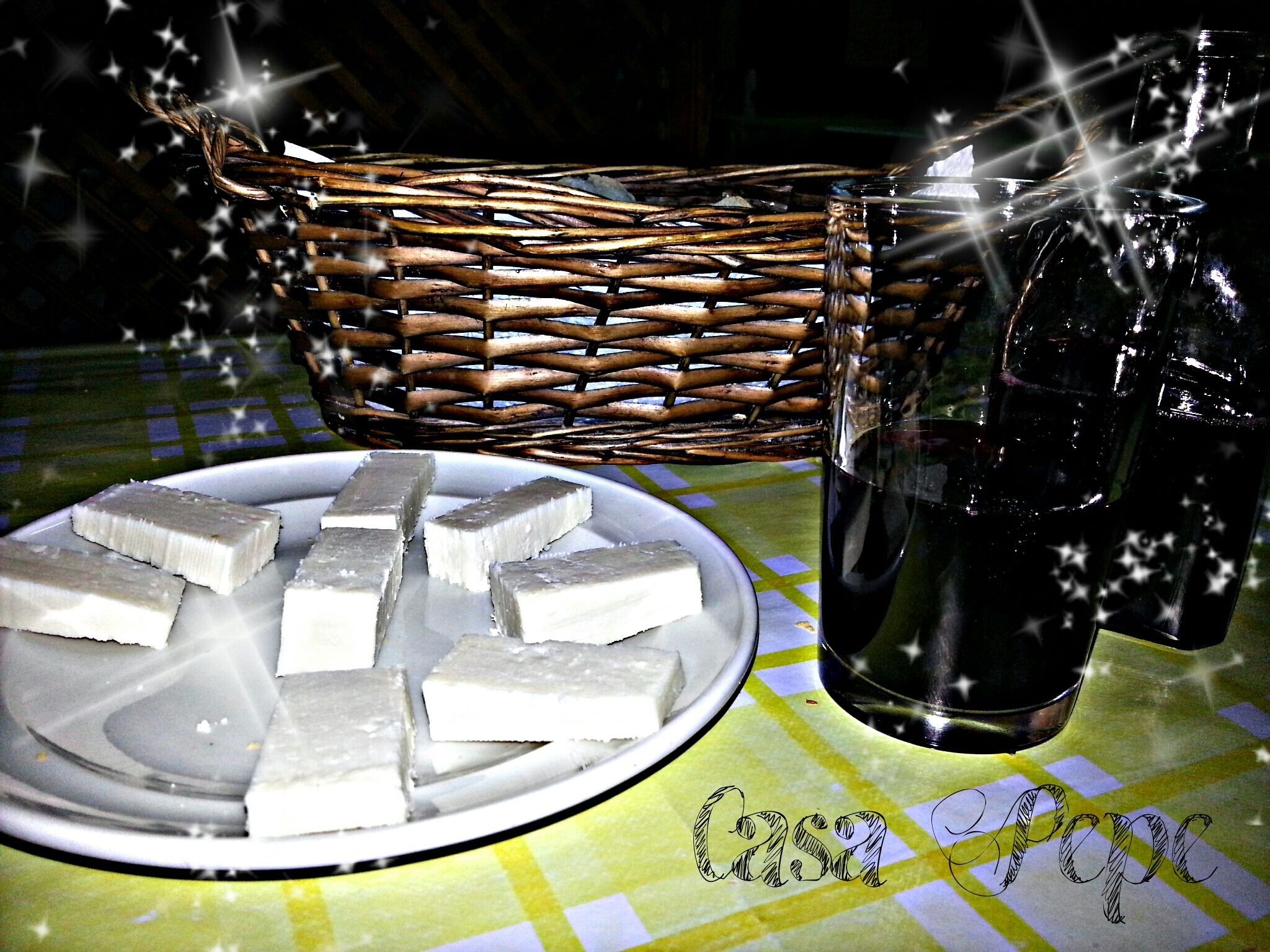
Guachinche à La Victoria de Acentejo, à Tenerife

Une Guachinche est une taverne typique de l'île espagnole de Tenerife. Dans d'autres parties des îles Canaries, on les appelle buchinches ou bochinches.

## Origine
Ses établissements trouvent leur origine dans les étalages que montaient de nombreux agriculteurs et éleveurs à des dates fixes de l'année pour vendre leurs produits directement à l'acheteur anglais puis aux consommateurs locaux. Leur nom provient probablement de l'expression anglaise I'm watching you ! (Je t'observe !) qui indiquait sans doute que le client britannique s'apprêtait à goûter ou à négocier.
Les guachinches se trouvent  dans les environs de la zone viticole de l'île de Tenerife. Dans des communes du nord telles que Tacoronte, El Sauzal, Tegueste, La Matanza de Acentejo, Santa Úrsula, la vallée de La Orotava, des ventes très prisées abondent, ainsi que de simples bars.
Bien avant la mise en place de la première Appellation d'Origine Contrôlée (Denominación de Origen) pour les vins canariens (Tacoronte-Acentejo), les guachinches correspondaient à une pièce de la maison familiale dans laquelle la femme du vigneron offrait des tapas sorties de la cuisine pour accompagner la tournée générale. Cette coutume s'est peu à peu professionnalisée.

## Description
En plus du confort, le client du guachinche trouve une cuisine familiale et traditionnelle: ragoûts faits maison très complets comme  du pois chiche avec des côtelettes, du lapin au salmonejo, des côtelettes avec des papas, des salades de côtelettes à l'ananas, papas au mojo (sauce), churros au poisson etc. 
Ces dernières années, l'offre gastronomique des guachinches s'est restreinte en raison des plaintes et dénonciations des bars et restaurants « légaux » qui s'estiment victimes d'une concurrence déloyale. En effet, les guachinches ne sont pas répertoriés comme activité économique, ne paient pas d'impôts et ne sont pas objets de la vigilance des agences sanitaires.